# フー・メイド・フー
『フー・メイド・フー』（Who Made Who）は、AC/DCが1986年に発表したサウンドトラック。

## 収録曲
全曲アンガス・ヤング、マルコム・ヤングとブライアン・ジョンソンの共作。
1. Who Made Who - 3:27
2. You Shook Me All Night Long - 3:30
3. D.T. - 2:53
4. Sink The Pink - 4:13
5. Ride On - 5:51
6. Hells Bells - 5:12
7. Shake Your Foundations - 3:53
8. Chase the Ace - 3:01
9. For Those About to Rock (We Salute You) - 5:53

## 参加ミュージシャン
- ブライアン・ジョンソン - ボーカル
- アンガス・ヤング - リードギター
- マルコム・ヤング - リズムギター、バッキング・ボーカル
- クリフ・ウィリアムズ - ベース、バッキング・ボーカル
- サイモン・ライト - ドラムス、パーカッション
- ボン・スコット - ボーカル
- フィル・ラッド - ドラムス、パーカッション
- マーク・エヴァンス - ベース、バッキング・ボーカル